# 利桑德罗·洛佩斯
利桑德罗·洛佩斯（Lisandro López，1983年3月2日—）生於布宜诺斯艾利斯，是一名阿根廷職業足球运动员 。他曾入选过阿根廷国家足球队。在波尔图效力时被球迷冠以「利查」（Licha）的昵称。现效力阿根廷甲組足球聯賽球會競賽會。

## 俱乐部生涯
利桑德罗的职业足球生涯始于阿根廷足球甲級聯賽竞赛俱乐部（Racing Club de Avellaneda），並由青年軍晉升，2004年他获得了春季联赛（8月-12月）最佳射手的荣誉。在阿根廷總共效力阿维拉达竞技三個球季。

### 波尔图
利桑德罗在2005/06年赛季以250万欧元身加盟波尔图，之后逐渐成为了球队的关键人物，在加盟波圖的第一個球季已經取得不錯表現，在26場聯賽賽事中，取得7個進球。在第二個效力波圖的球季，表現大幅改善，在27場聯賽賽事中，取得24個入球（另外有3球在歐洲賽取得），成為了2007/08年度葡超神射手。
除了聯賽，在歐洲的賽事亦有不錯的表現。洛佩斯第一個歐洲賽進球是2005年對格拉斯哥流浪取得。2008/09年度的冠军联赛利桑德罗射进6球排名射手榜排第四位，僅次于巴塞隆拿梅西、利物浦中場杰拉德和拜仁慕尼黑前鋒克洛泽。

### 里昂
2009年7月7日，里昂花费2,400万欧元收购了利桑德罗，并依据球员表现附加了600万欧元的浮动费用，合共3,000萬歐元，打破球隊收購球員的轉會費紀錄。8月9日首次在法甲上陣，作客對勒芒的比賽中，在下半場補時階段射進一個自由球，協助球隊以2-2迫和對手。他在歐洲聯賽冠軍盃第三圈外圍賽對安德列治第二輪賽事中，上半場取得帽子戲法，協助球隊晉身主賽圈。在2010年3月31日歐洲聯賽冠軍盃八強賽對法國球隊波爾多，取得兩個入球，協助球隊在第一回合以3-1領先。球季結束後，被選為法甲最佳球員。

## 国家队
2005年利桑德罗被阿根廷國家隊教練何塞·佩克尔曼徵召，当年3月10對墨西哥的比赛是他国家队的首次出战。接著在波圖的神奇表現後，3年後再次重召國家隊，總共踢了四場友誼賽，對手分別是埃及、墨西哥、美國及白俄羅斯。洛佩斯第一個國際賽進球在2009年8月21日作客俄羅斯取得。其後被马拉多纳重召，出现在2010年世界盃外圍賽對巴拉圭以及巴西比賽名單上。

## 荣誉

### 俱乐部
- 葡萄牙足球超级联赛冠军: 2005-06年、2006-07年、2007-08年、2008-09年
- 葡萄牙杯: 2005-06年、2008-09年
- 葡萄牙超级杯: 2006年

### 個人
- 葡萄牙足球超级联赛神射手：2007-08年
- 葡萄牙足球先生：2008年

## 球員統計
| 球隊     | 球季      | 聯賽 | 聯賽 | 盃賽 | 盃賽 | 聯賽盃 | 聯賽盃 | 歐洲賽 | 歐洲賽 | 合共 | 合共 |
| 球隊     | 球季      | 出場 | 進球 | 出場 | 進球 | 出場   | 進球   | 出場   | 進球   | 出場 | 進球 |
| -------- | --------- | ---- | ---- | ---- | ---- | ------ | ------ | ------ | ------ | ---- | ---- |
| 競賽會   | 2002–03年 | 3    | 0    | –    | –    | –      | –      | –      | –      | 1    | 1    |
| 競賽會   | 2003–04年 | 30   | 8    | –    | –    | –      | –      | –      | –      | 30   | 9    |
| 競賽會   | 2004-05年 | 37   | 18   | –    | –    | –      | –      | –      | –      | 36   | 21   |
| 競賽會   | 合共      | 70   | 26   | –    | –    | –      | –      | –      | –      | 68   | 31   |
| 波圖     | 2005–06年 | 26   | 7    | 1    | 0    | –      | –      | 2      | 1      | 29   | 11   |
| 波圖     | 2006–07年 | 25   | 8    | 0    | 0    | –      | –      | 8      | 3      | 33   | 14   |
| 波圖     | 2007–08年 | 27   | 24   | 4    | 0    | 0      | 0      | 8      | 3      | 39   | 28   |
| 波圖     | 2008–09年 | 28   | 10   | 4    | 1    | 0      | 0      | 10     | 6      | 42   | 19   |
| 波圖     | 合共      | 106  | 49   | 9    | 1    | 0      | 0      | 28     | 13     | 143  | 71   |
| 里昂     | 2009–10年 | 3    | 2    | -    | -    | -      | –      | 2      | 4      | 5    | 6    |
| 里昂     | 合共      | 3    | 2    | -    | -    | -      | -      | 2      | 4      | 5    | 6    |
| 生涯合計 | 生涯合計  | 179  | 77   | 9    | 1    | 0      | 0      | 30     | 17     | 223  | 106  |